# 马加利·奥雷亚纳

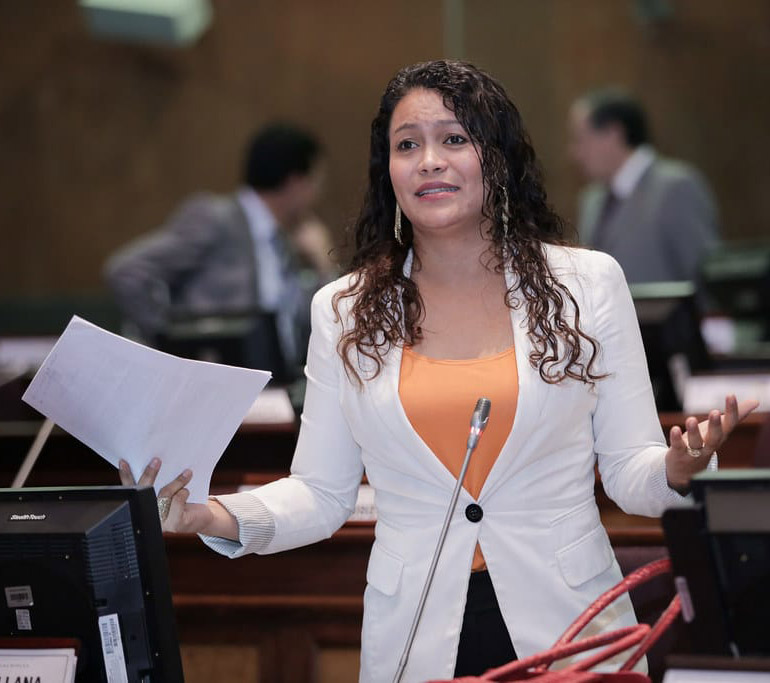
马加利·奥雷亚纳

马加利·马戈特·奥雷亚纳·马尔基内斯（西班牙語：Magali Margoth Orellana Marquínez；1978年4月26日—）是厄瓜多尔的一位政治家、工程师和律师。她出生于马纳比省，曾就读于安第斯自治地区大学计算机工程专业和瓜亚基尔圣地亚哥天主教大学法学专业。2009年—2017年，任帕查库蒂克多民族团结运动的国民代表大会议员。2017年，退出帕查库蒂克多民族团结运动，转而加入人民团结。在2019年厄瓜多尔地方选举中，当选为奥雷亚纳省省长，任职至今。